# Serixia subaurea
Serixia subaurea är en skalbaggsart som beskrevs av Aurivillius 1922. Serixia subaurea ingår i släktet Serixia och familjen långhorningar.
Artens utbredningsområde är Filippinerna. Inga underarter finns listade i Catalogue of Life.